# روکلین‌کورت
روکلین‌کورت (به فرانسوی: Roclincourt) یک کمون در فرانسه است که در پا-دو-کاله واقع شده‌است.

## خصوصیات
روکلین‌کورت ۵٫۹۳ کیلومترمربع مساحت و ۷۹۸ نفر جمعیت دارد و ۷۴ متر بالاتر از سطح دریا واقع شده‌است.

## نگارخانه

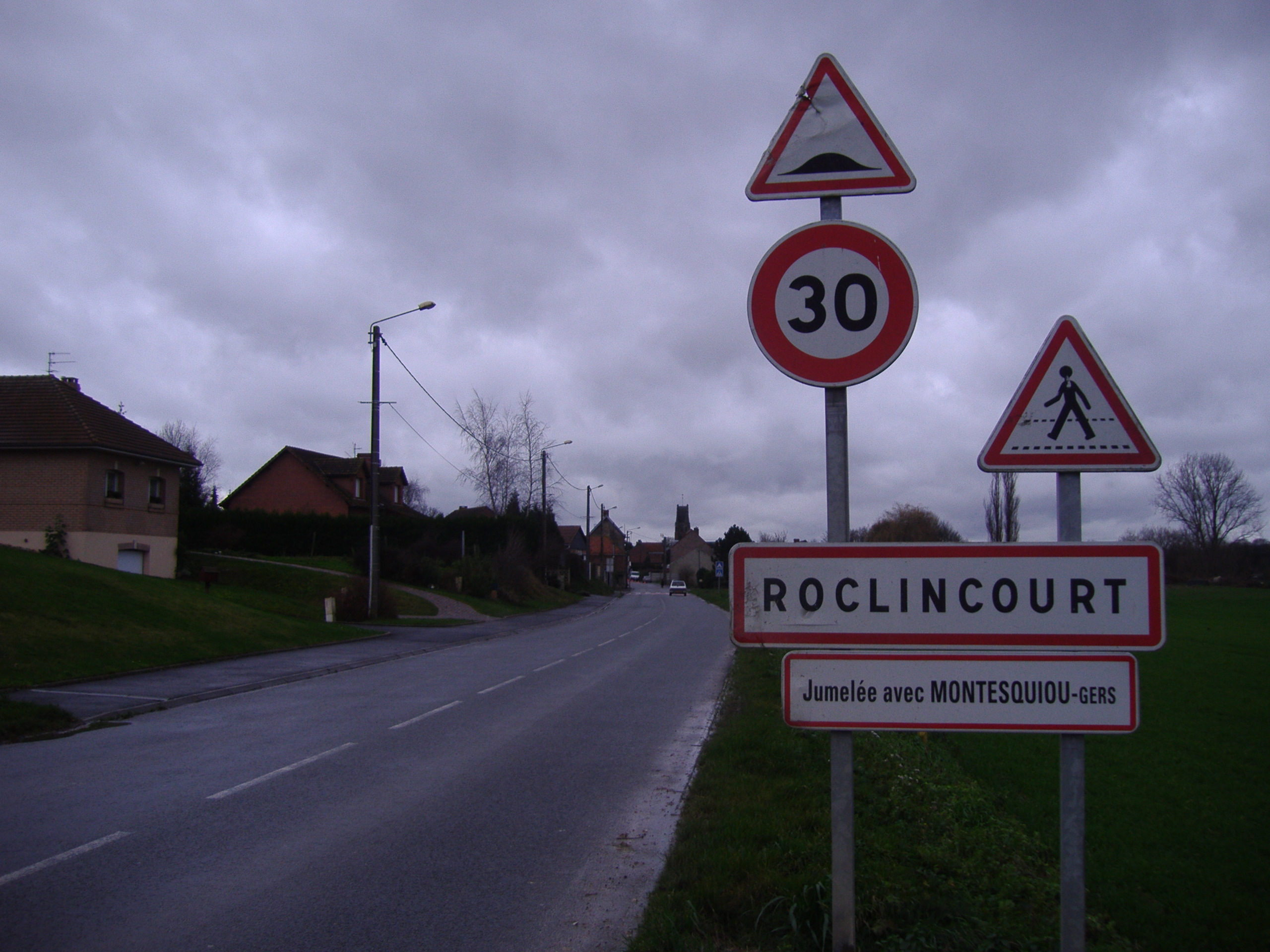
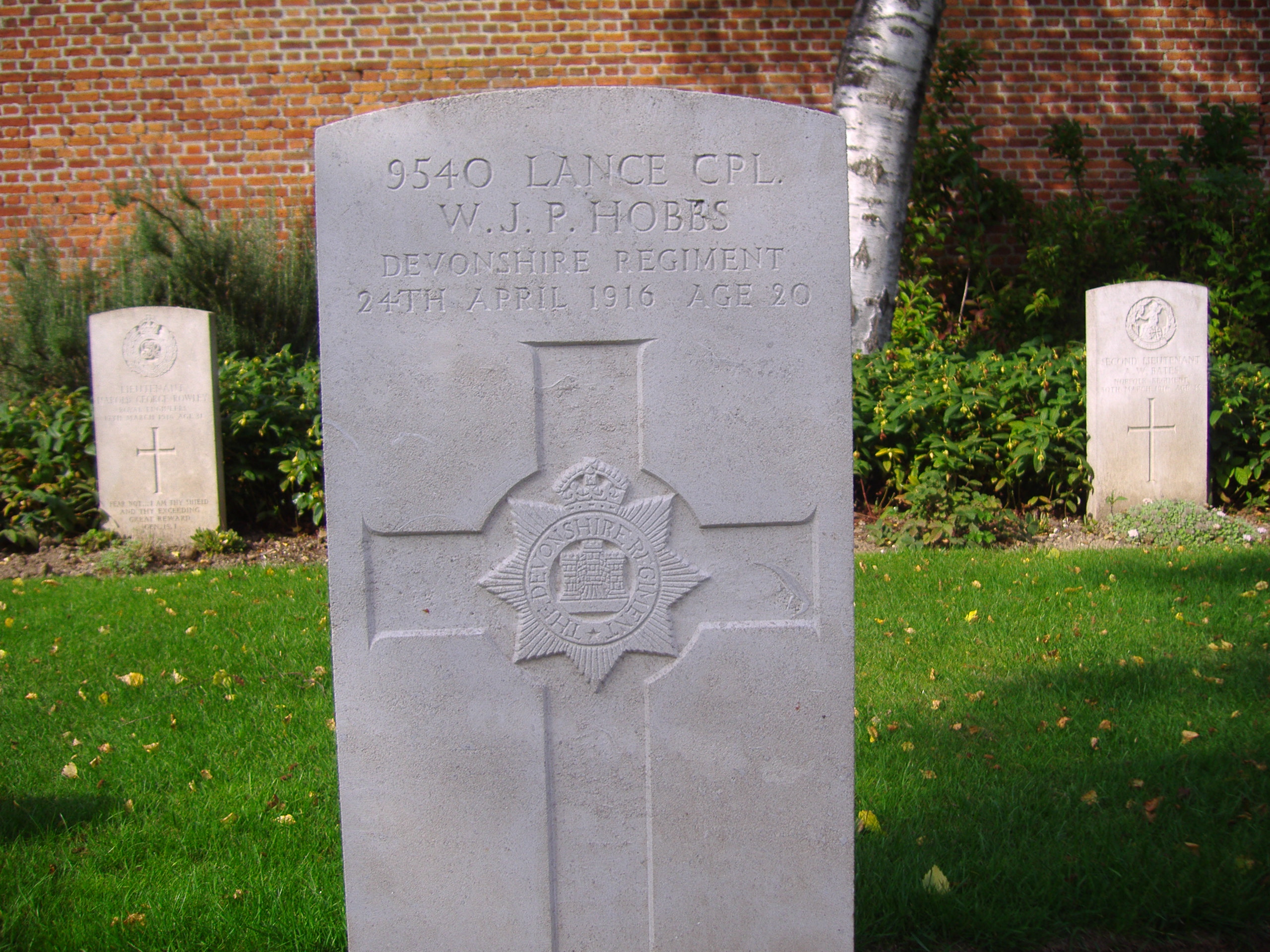
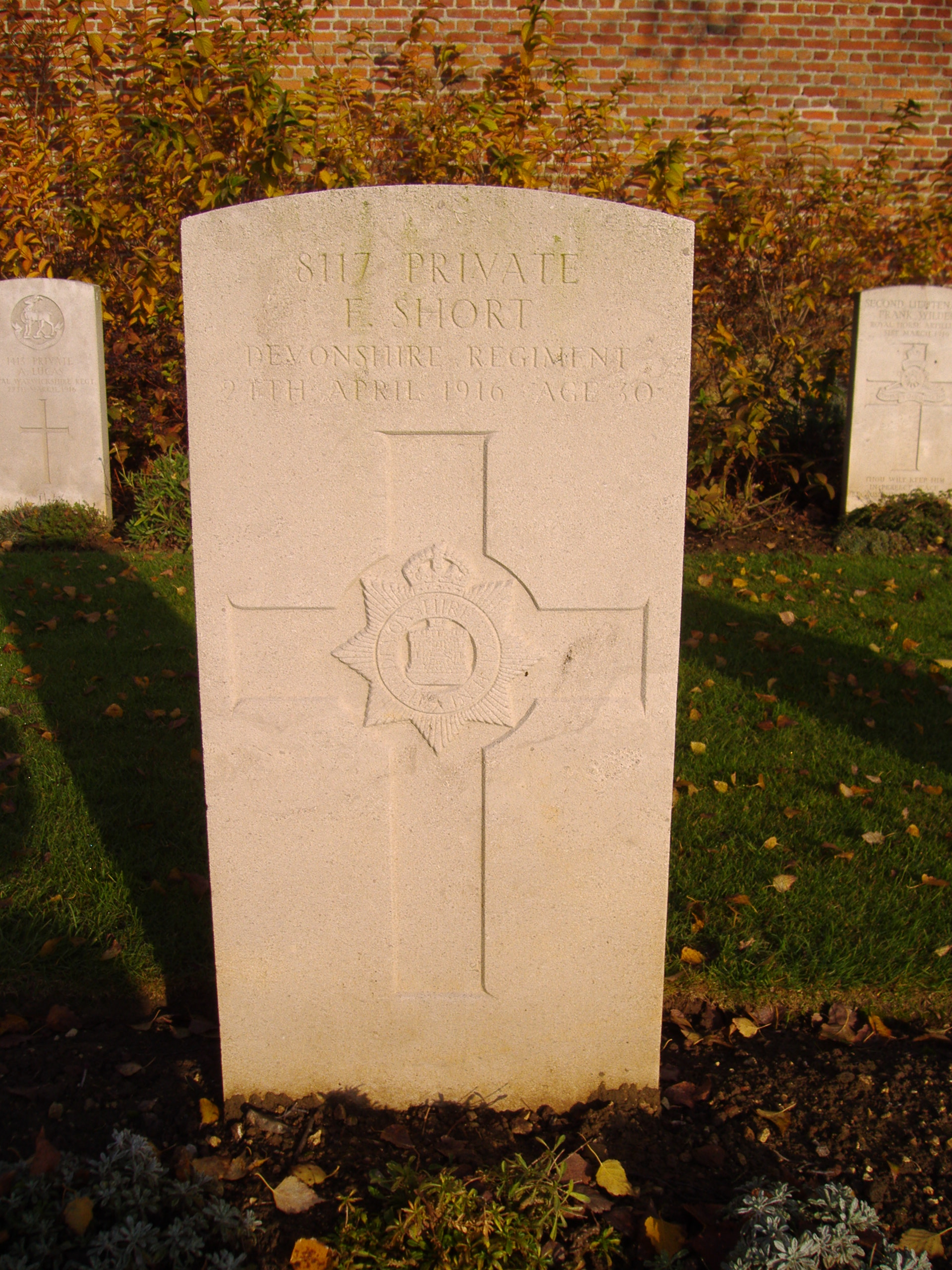
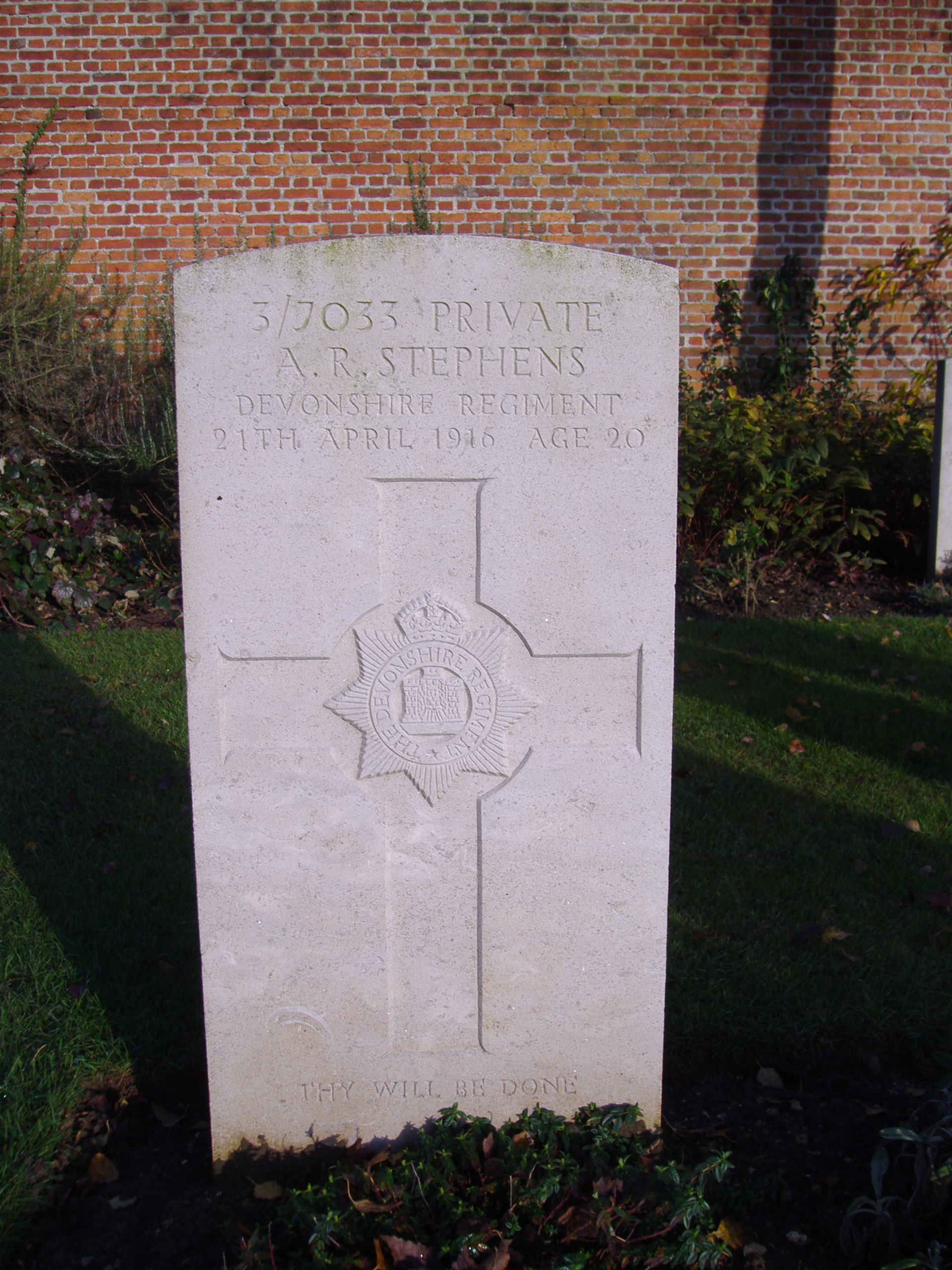